# Chiastolit

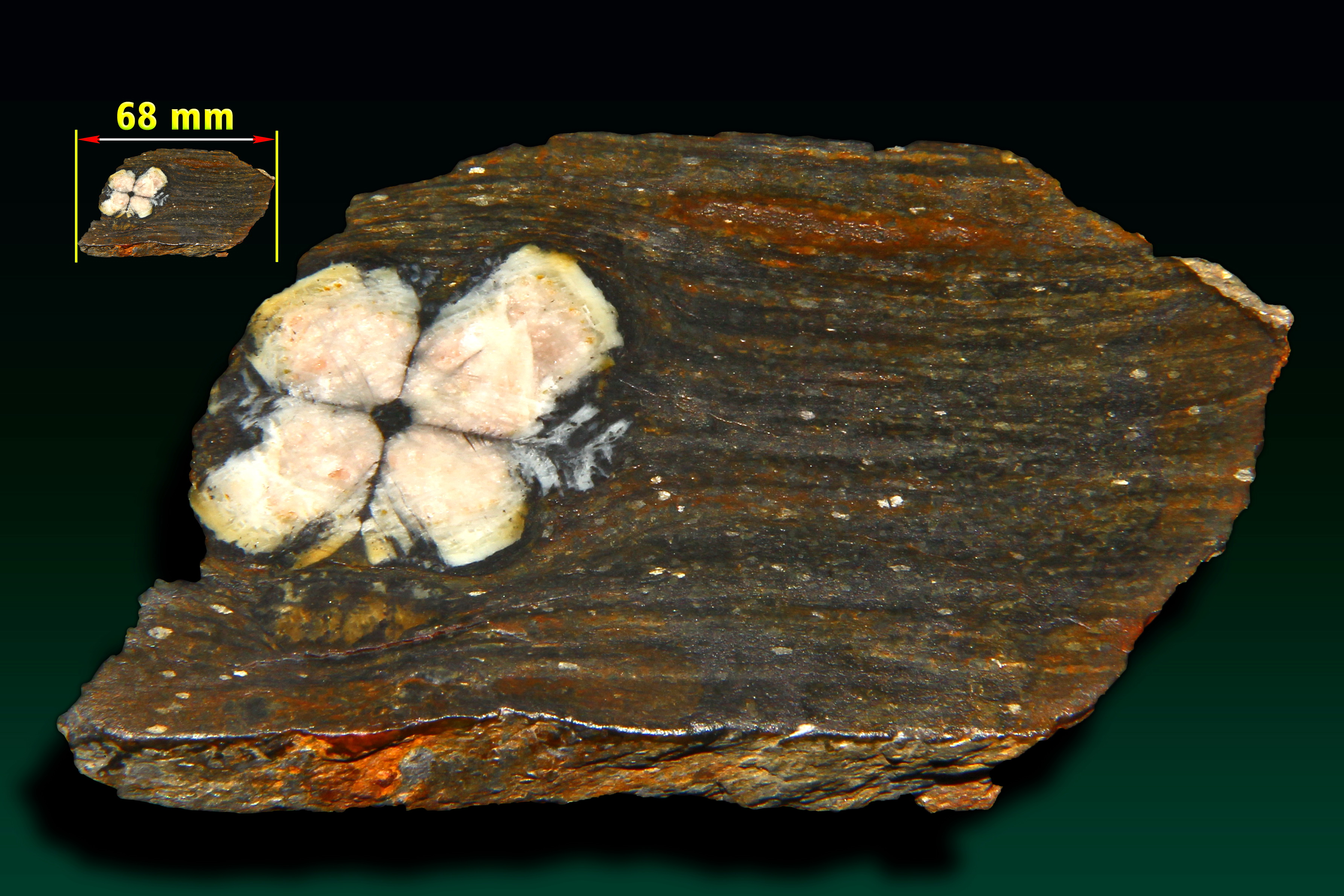
Andaluzyt Chiastolit - Boal, Asturia, Hiszpania.

Chiastolit (nazywany także: Howdenitem lub Kamieniem krzyżowym) – odmiana andaluzytu, bardzo rzadki minerał z grupy krzemianów. 
Nazwa pochodzi od gr. chiasto = przekątnie ułożony oraz chiastos = podobny do krzyża, krzyżowy. Rozpoznawany po charakterystycznym krzyżu widocznym na przekroju kryształu.

## Właściwości
Tworzy słupkowe, wydłużone kryształy, do kilku cm długości. Jest kruchy, nieprzezroczysty, często zawiera inkluzje węglistej substancji lub minerałów układających się w kształt krzyża lub klepsydry – zjawisko to jest niepowtarzalne i występuje tylko w chiastolicie.
- Pleochroizm – silny, wyraźny, oliwkowozielony do czerwonego
- Luminescencja – słaba, zielona do żółtozielonej

## Występowanie
Występuje tylko w obrębie zmetamorfizowanych łupków ilastych.
Miejsca występowania: Chiastolity są znane z Fichtelgebirge w Niemczech. Występują także w okolicach Santiago de Compostela w Hiszpanii. Piękne kamienie pochodzą z okolic Bona w Algierii i z licznych wystąpień w Arizonie (USA). 
Prawdopodobnie najpiękniejsze z dotychczas znanych chiastolitów zostały znalezione na obszarze Bimbowrie w Australii. 
W Polsce drobne chiastolity występują na Dolnym Śląsku, znaleziono je w otworach wiertniczych w okolicach Suwałk.

## Znaczenie
- Kamień interesuje naukowców i niektórych kolekcjonerów[potrzebny przypis]
- lokalnie stosowany jako kamień budowlany[potrzebny przypis]
- stosowany jako dekoracyjny kamień okładzinowy[potrzebny przypis]

## Historia
Z powodu charakterystycznego krzyża na przekroju kryształów chiastolit służył od dawna do przygotowywania amuletów.